# Campionati cileni di ski cross 2014
I Campionati cileni di ski cross 2014 si sono svolti ad Antillanca il 21 settembre. Il programma ha incluso sia la gara femminile che la gara maschile. 
Trattandosi di competizioni valide anche ai fini del punteggio FIS, vi hanno partecipato anche sciatori di altre federazioni, senza che questo consentisse loro di concorrere al titolo nazionale cileno.

## Risultati

### Uomini
| Pos. | Atleta                   | Nazione   |
| ---- | ------------------------ | --------- |
| 1    | Federico Pastore         | Argentina |
| 2    | Manuel Sánchez           | Argentina |
| 3    | Juan Pablo Casas Cordero | Cile      |
| 4    | Sebastian Cortinez       | Cile      |
| 5    | Ricardo Riquelme         | Cile      |

### Donne
| Pos. | Atleta              | Nazione     |
| ---- | ------------------- | ----------- |
| 1    | Tania Prymak        | Stati Uniti |
| 2    | Stephanie Joffroy   | Cile        |
| 3    | Andrea Zemanova     | Rep. Ceca   |
| 4    | Manuela Roncallo    | Argentina   |
| 5    | Elisa Guerrero      | Cile        |
| 6    | Francisca Santiagos | Cile        |